# Jaskinia Biała
Jaskinia Biała (słow. Biela jaskyňa) – jaskinia krasowa w słowackich Tatrach Zachodnich, w Dolinie Dobroszowej (odnoga Doliny Suchej Sielnickiej). Jej otwór znajduje się na wysokości 1094 m n.p.m., w skałach poniżej zachodniego grzbietu Opalenicy (Opálenica, 1274 m) w masywie Babek (Babky, 1566 m). Długość poznanych korytarzy wynosi 65 metrów. Odznaczają się one godną uwagi szatą naciekową. Jaskinia została uznana w 1995 roku za pomnik przyrody (prírodná pamiatka). Nie jest udostępniona do zwiedzania. Dodatkowo wnętrze zabezpieczone jest metalową kratą zamontowaną kilka metrów za otworem wejściowym.